# Distoleon morpheus
Distoleon morpheus är en insektsart som först beskrevs av Kirby in Andrews 1900.  Distoleon morpheus ingår i släktet Distoleon och familjen myrlejonsländor. Inga underarter finns listade i Catalogue of Life.